# Karl Rettich
Karl Rettich, aussi Carl Rettich, (né le 3 février 1805 à Vienne et mort le 18 novembre 1878 à Vienne) est un acteur et metteur en scène autrichien.

## Biographie
Karl Rettich est le fils de Franz Rettich, acteur et secrétaire, natif de Sigmaringen, qui meurt quand Karl a treize ans.
En 1821, il est engagé au Burgtheater de Vienne, où il joue le 16 septembre Fridolin dans la pièce du même nom signé par Franz Ignaz von Holbein (de). Puis sur le conseil de Joseph Schreyvogel, il s'en va à Graz en 1824, puis à Cassel en 1828 et revient en 1832 au Burgtheater où il rencontre son épouse Julie.
À cause d'intrigues, le couple quitte la capitale en 1833 et est engagé par le théâtre de Dresde où Julie avait travaillé. Ils reviennent en 1835 et restent ensuite toutes leurs vies au Burgtheater. Il devient metteur en scène en 1865.
Pour ses cinquante ans de carrière, il est fait le 18 septembre 1871 chevalier de l'Ordre de François-Joseph. Le 30 juin 1872, il arrête sa carrière.
À sa mort, il se fait enterrer à côté de sa femme au cimetière évangélique de Matzleinsdorf.